# 玄武湖隧道
玄武湖隧道位于南京市玄武区，长约2.66千米，宽32米，双向共有6股车道，穿过玄武湖连接了中央路和新庄立交，是南京内环的组成部分。玄武湖隧道东起新庄立交桥二期, 穿越玄武湖、古城墙、中央路, 西至模范马路芦席营路口。该隧道自2001年开始建设，2003年4月29日通车。

## 建设过程
2001年6月20日，南京市玄武湖隧道初步设计方案全票通过了专家组的评审。同年11月，玄武湖隧道工程于正式动工.
2003年4月29日，南京玄武湖隧道正式通车。

## 隧道概况
玄武湖隧道全长2.66千米，其中陆地隧道约0.8公里，湖底隧道长约1.66公里，隧道设计宽约32米，净空高度4.5米，双向6车道，设计车速为60千米/小时。
按照规划，玄武湖东西向隧道全长2560米，湖底段长1650米，为双向6车道，总宽32米，单洞净宽13.6米，设计通行净高4.5米。按满负荷计算，隧道每小时可通行7000多辆机动车。

## 外界评价
人民网：玄武湖隧道的建成，为南京打造了一条东西向的快速通道，对改善南京的城市交通状况将起到重要作用。

## 公交交通
| 南京公交 \| 编号 \| 编号 \| 线路及运营时间 \| 线路及运营时间 \| 线路及运营时间 \| 收费 \| 运营商 \| 备注 \| \| ---- \| ---- \| ----------------------- \| -------------- \| ----------------------- \| ---- \| ---------- \| ---- \| \| \| D1 \| 元化路 5:25–21:00 \| ⇆ \| 中保村 6:30–22:15 \| 3元 \| 公交一公司 \| \| \| \| 50 \| 羊山北路总站 5:40–21:05 \| ⇆ \| 新模范马路东 6:30–22:00 \| 2元 \| 公交二公司 \| \| |      |                         |                |                         |      |            |      |
| 编号 | 编号 | 线路及运营时间          | 线路及运营时间 | 线路及运营时间          | 收费 | 运营商     | 备注 |
| | D1   | 元化路 5:25–21:00       | ⇆              | 中保村 6:30–22:15       | 3元  | 公交一公司 |      |
| | 50   | 羊山北路总站 5:40–21:05 | ⇆              | 新模范马路东 6:30–22:00 | 2元  | 公交二公司 |      |

| 编号 | 编号 | 线路及运营时间          | 线路及运营时间 | 线路及运营时间          | 收费 | 运营商     | 备注 |
| ---- | ---- | ----------------------- | -------------- | ----------------------- | ---- | ---------- | ---- |
|      | D1   | 元化路 5:25–21:00       | ⇆              | 中保村 6:30–22:15       | 3元  | 公交一公司 |      |
|      | 50   | 羊山北路总站 5:40–21:05 | ⇆              | 新模范马路东 6:30–22:00 | 2元  | 公交二公司 |      |